# Clubiona kurosawai
Clubiona kurosawai este o specie de păianjeni din genul Clubiona, familia Clubionidae, descrisă de Ono, 1986. Conform Catalogue of Life specia Clubiona kurosawai nu are subspecii cunoscute.